# Love's Gonna Live Here
"Love's Gonna Live Here" är en singel från 1963 av Buck Owens, som också skrev sången.  Den blev hans andra singeletta på den amerikanska countrylistan, och toppade listan i 16 av de totalt 30 veckor den låg där.
Efter att låten toppat listan  i 16 veckor, kom ingen låt att ligga etta i över 10 veckor förrän 49 år senare; närmaste försöket gjordes två och ett halvt år senare, med David Houston's "Almost Persuaded", som toppade listan i 9 veckor mellan augusti och oktober 1966. Den 12 januari 2013 blev "We Are Never Ever Getting Back Together" med Taylor Swift första sång sedan "Love's Gonna Live Here" att toppa listan i minst 10 veckor.

## Andra inspelningar
- Sten & Stanley 1994 på albumet Musik, dans & party 10 som "Nu leker livet igen".[2]

## Listplacering
| Lista (1963)                       | Topplaceringar |
| ---------------------------------- | -------------- |
| USA, Billboard Hot Country Singles | 1              |

### Fotnoter
1. ↑  Whitburn, Joel (2004). The Billboard Book of Top 40 Country Hits: 1944-2006, Second edition. Record Research. sid. 257
2. ↑  ”Musik, dans & party 9”. Svensk mediedatabas. 26 februari 1994. http://smdb.kb.se/catalog/id/001504952. Läst 28 oktober 2014.